# Гурке
Гурке (по названию местности) — река, протекающая по территории Варзобского района районов республиканского подчинения Таджикистана. Правый приток реки Варзоб впадающий в 47 км от устья (бассейн Кафирнигана).
Длина — 16 км. Площадь водосбора 52,4 км². Средневзвешенная высота водосбора — 2500 м. Среднеквадратичное отклонение — 510 м. Среднесуточный расход воды — 17,0 м³/с.

## Общее описание

### Течение
Начало берёт на высоте 2180,3 метра над уровнем моря. В этом же районе стекаются множество притоков формирующие своё начало на высотах более 2500 м, за счёт таяния ледников Найзагба на севере близ урочища Турмааева. В верхнем течении русло реки направлено с запада на восток. Местами извилистая, особенно в начале среднего течения и ближе концу нижнего. В среднем и нижнем течении направление реки в основном юго-восточное, и протекает по-большей части в узком ущелье. Крупных притоков не имеет. Все притоки протяжённостью менее 10 км. Населённых пунктов в бассейне Гурке нет, за исключением устьевой части, где река пересекает посёлок Пугус и впадает в Варзоб. Здесь же расположена загородная резиденция правительства Таджикистана с учебным центром «Пугус» (38°51′11″ с. ш. 68°50′54″ в. д.), и перекинут автомобильный мост, соединяющий оба берега северо-западной части посёлка. Напротив устья через реку Варзоб, пролегает автодорога Душанбе—Чанак (М34) соединяющая южные регионы страны с Согдийской областью.

### Характеристики стока
Длина реки составляет 16 км, общая площадь водосбора 52,4 км², у села Пугус — 51,4 км². Среднесуточный расход воды в среднем за двадцать лет наблюдения составило 17,0 м³/с (1946—1966). Максимально зарегистрированный среднесуточный расход — 38,3 м³/с (1951), минимальный — 7,28 м³/с (1965). В период межени средний модуль стока составляет 11,3 л/с на км², средний слой стока — 289 мм. Средняя продолжительность межени — 199 сутки/год. Средние даты начала межени 7 августа, окончание — 23 февраля.
Количество рек протяжённостью менее 10 км расположенных в бассейне Гурке — 15, их общая длина составляет 26 км. Коэффициент внутригодового стока — 0,24. Месяц с наибольшим стоком — май. 17 % от годового стока приходится на период с июля по сентябрь. Тип питания преимущественно снеговое.
Гурке входит в III группу рек с летним лимитирующим сезоном. В таблице приведены следующие характеристики стока реки (место измерения посёлок Пугус).
| Водность года    | Месячный сток (%) | Месячный сток (%) | Месячный сток (%) | Месячный сток (%) | Месячный сток (%) | Месячный сток (%) | Месячный сток (%) | Месячный сток (%) | Месячный сток (%) | Месячный сток (%) | Месячный сток (%) | Месячный сток (%) | Сезонный сток (%) | Сезонный сток (%) | Сезонный сток (%)  |
| Водность года    | I                 | II                | III               | IV                | V                 | VI                | VII               | VIII              | IX                | X                 | XI                | XII               | Весна (IV—VII)    | Лето (VIII—IX)    | Зима-лето (X—III)! |
| ---------------- | ----------------- | ----------------- | ----------------- | ----------------- | ----------------- | ----------------- | ----------------- | ----------------- | ----------------- | ----------------- | ----------------- | ----------------- | ----------------- | ----------------- | ------------------ |
| Многоводный      | 2,3               | 1,7               | 2,0               | 3,4               | 7,4               | 22,0              | 27,8              | 13,4              | 9,1               | 5,3               | 2,8               | 2,8               | 70,6              | 17,2              | 12,2               |
| Средний          | 2,3               | 1,8               | 2,0               | 3,3               | 7,2               | 21,3              | 30,8              | 12,3              | 8,8               | 4,9               | 2,8               | 2,5               | 71,6              | 16,5              | 11,9               |
| Маловодный       | 2,3               | 1,9               | 2,5               | 2,1               | 7,8               | 21,4              | 30,2              | 13,2              | 8,3               | 4,5               | 3,0               | 2,8               | 72,6              | 15,8              | 11,6               |
| Очень маловодный | 2,2               | 1,9               | 2,4               | 2,0               | 8,0               | 21,9              | 30,9              | 13,4              | 7,6               | 4,2               | 2,8               | 2,7               | 74,2              | 14,6              | 11,2               |

### Поверхность площади водосбора
Согласно данным справочника «Ресурсы поверхностных вод СССР» (1971), густой травяной покров, субальпийские и альпийские луга занимают 6,0 %, от общей площади водосбора, 17,0 % скалистые обнажения, осыпи, ледники и фирновые поля. Леса, заросли кустарника и редколесье — 65,0 %.
Площадь бассейна с преобладанием горных пород делится следующим образом:
1. Галечники и пески — 5 %
2. Карбонаты, глины, мергели, известняки, доломиты, соли — 10 %
3. Интрузивы, эффузивы, метаморфические — 85,0 %

### Комментарии
1. ↑  слой стока определяется степенью увлажнения водосбора
2. ↑  отношение величины стока за период июль-сентябрь к величине стока за период март-июнь